# جنبة (عليا أردستان)
جنبة (بالفارسية: جنبه) هي قرية تقع في إيران في قسم علیا الريفي. يقدر عدد سكانها بـ 350 نسمة بحسب إحصاء 2016.